# Tellinella radians
Tellinella radians är en musselart som först beskrevs av Gérard Paul Deshayes 1854.  Tellinella radians ingår i släktet Tellinella och familjen Tellinidae. Inga underarter finns listade i Catalogue of Life.